# Majellula spinigera
Majellula spinigera là một loài nhện trong họ Thomisidae.
Loài này thuộc chi Majellula. Majellula spinigera được Octavius Pickard-Cambridge miêu tả năm 1891.